# 戴安邦
戴安邦（1901年4月30日—1999年4月17日），男，江苏丹徒人，中国无机化学家、化学教育家，南京大学教授，中国科学院学部委员（院士）。中共党员、民盟盟员。被誉为中国配位化学的奠基人之一。

## 生平
1901年生于江苏省丹徒县。1912年于镇江润州中学学习。1919年9月进入南京金陵大学攻读农科。次年下学期，前去南京成美中学兼课，半工半读。在两年预科学习毕业后，改修化学。1924年，毕业于南京金陵大学化学系。1928年赴美留学，进入哥伦比亚大学攻读化学系，1929年获得硕士学位。1931年获博士学位后回国。
1934年1月任中国化学会《化学》杂志（《化学通报》前身）的总编辑兼总经理。他主持编纂了《化学》刊物17年。1947年，再次赴美国伊利诺伊大学学习，次年回国。